# Vilâyet Hedschas

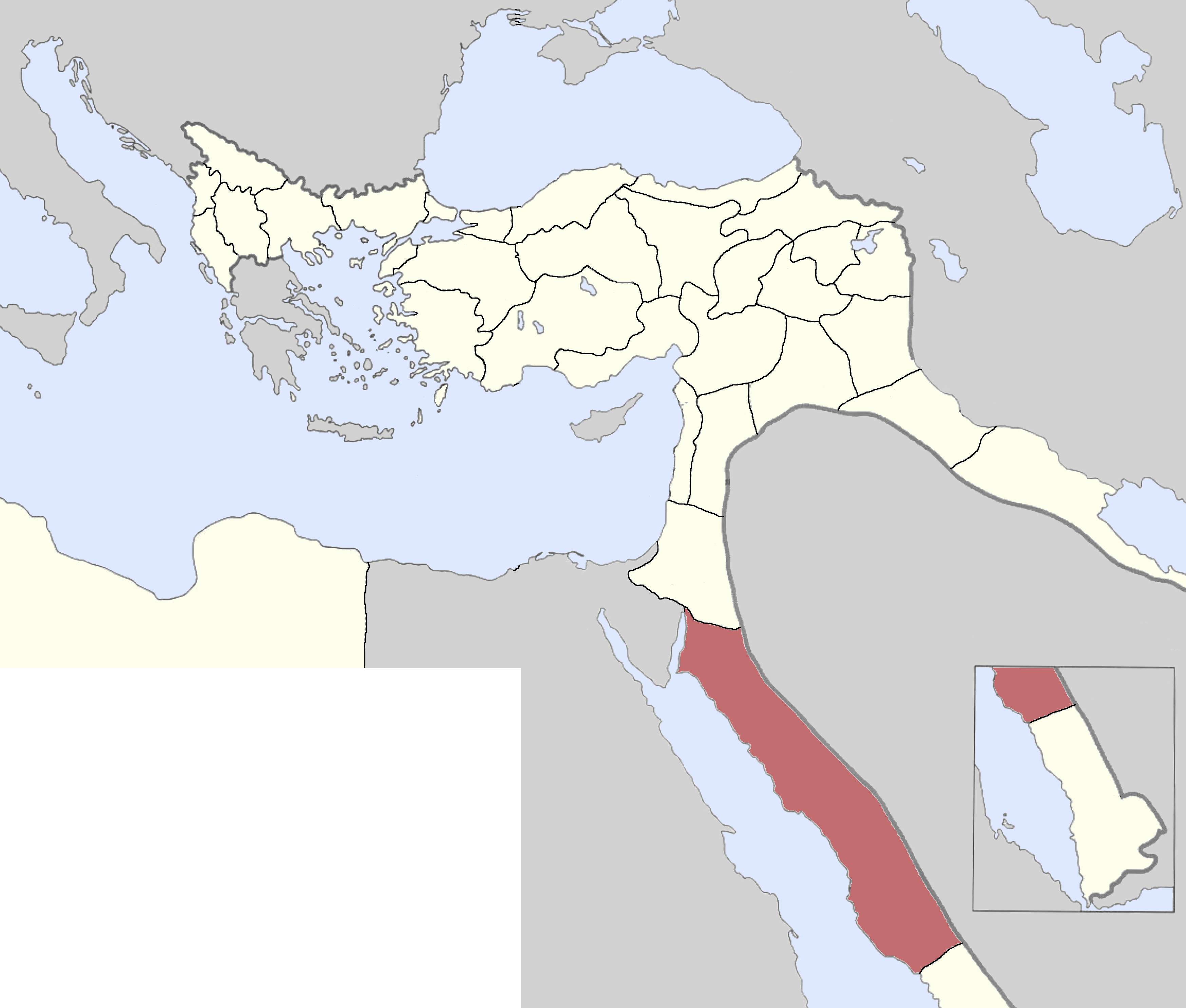
Lage des Vilâyet Hedschas

Das Vilâyet Hedschas (türkisch Hicaz Vilâyeti) repräsentierte als Nachfolger des Eyalets Dschidda und Habeş die osmanische Provinzialverwaltung in Westarabien in der zweiten Hälfte des 19. Jahrhunderts und zu Beginn des 20. Jahrhunderts. Es umfasste die Landschaft Hedschas, grenzte im Norden an das Vilâyet Şam, im Westen an das Rote Meer und im Süden an den Sandschak Asir des Vilâyets Jemen. Die Grenze nach Innerarabien im Osten, das unter nomineller osmanischer Oberhoheit stand, war nicht klar definiert. Sitz des Gouverneurs war Mekka.
Unterhalb des Vilâyets bestanden die Sandschaks Medina und Dschidda, doch wurde eine flächendeckende Verwaltungsorganisation nicht durchgeführt. Kleinere Verwaltungsbezirke wurden in den Hafenorten, in denen Zollverwaltungen errichtet wurden, sowie im Norden, veranlasst durch den Bau der Hedschas-Bahn, eingerichtet. So  bestanden die Kazas Yanbu, al-Lith, al-Wadschh und Akaba und die Nahiyes Taif, Rabigh, al-ʿUla und Chaibar. Die Städte Mekka, Medina und Dschidda wurden je als Belediye organisiert. Der Gouverneur von Dschidda führte in Erinnerung an die vormalige Funktion der Stadt als Provinzhauptort den Titel Vali Kaymakamı, der von Medina den althergebrachten Titel eines Şeyhülharem. Im Vilâyet und den Sandschaks wurden Verwaltungsräte errichtet. Ferner wurde eine Post- und Telegraphenverwaltung gegründet. Es wurden moderne Bildungseinrichtungen und ab 1874 die neuen, Rüştiye genannten Mittelschulen eingeführt. Die Scharia-Gerichtsbarkeit wurde wie bisher vom Kadi von Mekka beaufsichtigt. Die Verwaltung der heiligen Stätten in Mekka oblag einem Ausschuss unter dem Vorsitz des Scherifen von Mekka, bestehend aus einem osmanischen Müdür, dem Pförtner des Heiligtums, dem Kadi und den aus Istanbul entsandten Muftis der vier sunnitischen Rechtsschulen.
1868 wurde gemäß dem Vilâyetsgesetz von 1864 das Territorium als Vilâyet organisiert. Die Aufsicht über die osmanische Präsenz in Innerarabien, die bislang vom Eyalet Dschidda wahrgenommen wurde, ging um dieselbe Zeit an die osmanische Provinzialverwaltung im Irak (Vilâyet Bagdad) über. Kurz nach der Gründung wurde 1872 das Vilâyet zum Mutasarrıflık herabgestuft, aber 1875 wieder zum Vilâyet erhoben. 1908 wurde der Sandschak von Medina aus dem Vilâyet herausgelöst und als unabhängiger Sandschak direkt der Regierung in Istanbul unterstellt. Im Ersten Weltkrieg entglitten durch den Arabischen Aufstand des Großscherifen ab 1915 das Vilâyet Hedschas und der Sandschak Medina schrittweise der osmanischen Kontrolle. Nach dem Waffenstillstand von Moudros 1918 zogen die letzten osmanischen Truppen aus Arabien ab und das Königreich Hedschas wurde gegründet. 